# Amstel Gold Race 2015

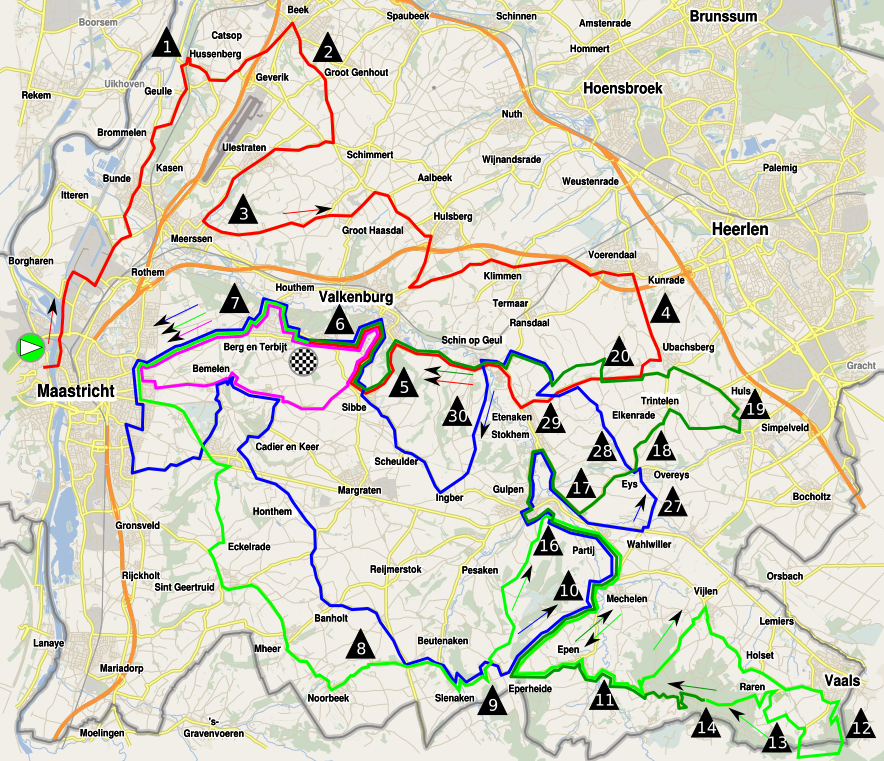
Route

De 50e editie van de wielerwedstrijd Amstel Gold Race werd gehouden op 19 april 2015. De wedstrijd maakt deel uit van de UCI World Tour 2015. Deze editie werd gewonnen door wereldkampioen Michał Kwiatkowski. Titelverdediger Philippe Gilbert werd tiende in dezelfde tijd. Gilbert viel aan op de Cauberg, maar kon Michael Matthews niet afschudden in zijn poging, waarna enkele andere gelosten opnieuw kwamen aansluiten.

## Deelnemende ploegen
| 17 UCI World Tour-ploegen | 17 UCI World Tour-ploegen | 17 UCI World Tour-ploegen | 8 wildcards                 |
| ------------------------- | ------------------------- | ------------------------- | --------------------------- |
| AG2R La Mondiale          | Giant-Alpecin             | Movistar                  | Bardiani CSF                |
| Astana                    | IAM Cycling               | Orica-GreenEdge           | CCC Sprandi Polkowice       |
| BMC Racing Team           | Katjoesja                 | Team Sky                  | Cult Energy                 |
| Cannondale-Garmin         | Lampre-Merida             | Tinkoff-Saxo              | MTN-Qhubeka                 |
| Etixx-Quick Step          | LottoNL-Jumbo             | Trek Factory Racing       | Nippo-Vini Fantini          |
| FDJ                       | Lotto Soudal              |                           | Roompot Oranje Peloton      |
|                           |                           |                           | Topsport Vlaanderen-Baloise |
|                           |                           |                           | Wanty-Groupe Gobert         |

## Uitslag
| Amstel Gold Race 2015 |                      |                        |          |
| Plaats                | Naam                 | Ploeg                  | Tijd     |
| 1                     | Michał Kwiatkowski   | Etixx-Quick Step       | 6h'31'49 |
| 2                     | Alejandro Valverde   | Team Movistar          | z.t.     |
| 3                     | Michael Matthews     | Orica-GreenEdge        | z.t.     |
| 4                     | Rui Costa            | Lampre-Merida          | z.t.     |
| 5                     | Greg Van Avermaet    | BMC Racing Team        | z.t.     |
| 6                     | Tony Gallopin        | Lotto Soudal           | z.t.     |
| 7                     | Julian Alaphilippe   | Etixx-Quick Step       | z.t.     |
| 8                     | Enrico Gasparotto    | Wanty-Groupe Gobert    | z.t.     |
| 9                     | Maciej Paterski      | CCC Sprandi Polkowice  | z.t.     |
| 10                    | Philippe Gilbert     | BMC Racing Team        | z.t.     |
| 11                    | Daniel Moreno        | Team Katjoesja         | z.t.     |
| 12                    | Rinaldo Nocentini    | AG2R La Mondiale       | z.t.     |
| 13                    | Giampaolo Caruso     | Team Katjoesja         | z.t.     |
| 14                    | Roman Kreuziger      | Tinkoff-Saxo           | z.t.     |
| 15                    | Daniel Martin        | Cannondale-Garmin      | z.t.     |
| 16                    | Lars Petter Nordhaug | Team Sky               | z.t.     |
| 17                    | Jakob Fuglsang       | Astana Pro Team        | z.t.     |
| 18                    | Ben Hermans          | BMC Racing Team        | 3"       |
| 19                    | Tim Wellens          | Lotto Soudal           | 18"      |
| 20                    | Kristian Sbaragli    | MTN-Qhubeka            | 18"      |
|                       |                      |                        |          |
| 21                    | Maurits Lammertink   | Roompot-Oranje Peloton | 18"      |